# Copa de Oro (torneo de verano argentino)
La Copa de Oro es un histórico torneo de verano de carácter amistoso del fútbol argentino jugado siempre en Mar del Plata (excepto la edición de 1994 que se jugó en Mendoza). Este torneo, en varias ocasiones, se jugó en paralelo a otros torneos estivales como la Copa Ciudad de Mar del Plata o algún torneo amistoso particular oficial.
Se inició en 1969, siendo organizado por el Club Boca Juniors, con su predecesor como la Copa Libertad 1968.
El sistema del torneo siempre fue estilo liguilla (todos contra todos), pero cuando hay penales es por haber empatado en el puesto y se tomó el resultado del desempate. La totalidad de las conquistas quedaron a favor de los 5 grandes y Estudiantes de  La Plata, sin contar un triunfo de la Selección Argentina. Vale destacar que muchos equipos y selecciones extranjeras participaron de la misma hasta el año 1987 inclusive, a partir de allí sólo participan equipos locales.
La edición de 1970 quedó compartida entre Independiente y Racing Club. 
También se disputaron otras Copas de Oro veraniegas en otras localidades con los siguientes ganadores: 
Córdoba: En 1981, Racing (Córdoba), en 1989 y 1990 Belgrano (Córdoba). 
Mendoza: En 1995 Boca Juniors, en 1996 San Lorenzo, en 1997 River Plate, en 1998 Vélez Sarsfield, y en 1999 Independiente, 

## Ediciones
| Año  | Campeón                                                  | Resultado                                                | Subcampeón                                               | Participantes                                            |
| ---- | -------------------------------------------------------- | -------------------------------------------------------- | -------------------------------------------------------- | -------------------------------------------------------- |
| 1968 | Se disputó la Copa Libertad                              | Se disputó la Copa Libertad                              | Se disputó la Copa Libertad                              | Se disputó la Copa Libertad                              |
| 1969 | Boca Juniors                                             | 2:0                                                      | Palmeiras                                                | 7                                                        |
| 1970 | Racing Club                                              | 2:2                                                      | Independiente                                            | 5                                                        |
| 1971 | Boca Juniors                                             | 2:1                                                      | Estudiantes (LP)                                         | 5                                                        |
| 1972 | Se disputó la Copa del Atlántico                         | Se disputó la Copa del Atlántico                         | Se disputó la Copa del Atlántico                         | Se disputó la Copa del Atlántico                         |
| 1973 | San Lorenzo                                              | 2:2                                                      | Huracán                                                  | 6                                                        |
| 1974 | No finalizó el torneo                                    | No finalizó el torneo                                    | No finalizó el torneo                                    | 4                                                        |
| 1975 | Boca Juniors                                             | 2:2                                                      | River Plate                                              | 5                                                        |
| 1976 | No se disputó                                            | No se disputó                                            | No se disputó                                            | No se disputó                                            |
| 1977 | Argentina                                                | 1:0                                                      | Boca Juniors                                             | 5                                                        |
| 1978 | Boca Juniors                                             | 0:0                                                      | Talleres (Cba.)                                          | 4                                                        |
| 1979 | Se disputó el Torneo Mar del Plata                       | Se disputó el Torneo Mar del Plata                       | Se disputó el Torneo Mar del Plata                       | Se disputó el Torneo Mar del Plata                       |
| 1980 | Independiente                                            | 1:1                                                      | Hungría                                                  | 5                                                        |
| 1981 | Independiente                                            | 0:0 (4:2)                                                | River Plate                                              | 5                                                        |
| 1982 | River Plate                                              | 1:0                                                      | Boca Juniors                                             | 4                                                        |
| 1983 | Boca Juniors                                             | 0:0                                                      | San Lorenzo                                              | 5                                                        |
| 1984 | Boca Juniors                                             | 1:1                                                      | San Lorenzo                                              | 5                                                        |
| 1985 | Independiente                                            | 2:1                                                      | River Plate                                              | 4                                                        |
| 1986 | River Plate                                              | 1:1                                                      | Boca Juniors                                             | 3                                                        |
| 1986 | River Plate                                              | 5:4                                                      | Polonia                                                  | 3                                                        |
| 1987 | Boca Juniors                                             | 3:3                                                      | River Plate                                              | 4                                                        |
| 1988 | Boca Juniors                                             | 1:0                                                      | River Plate                                              | 4                                                        |
| 1989 | River Plate                                              | 2:0                                                      | Independiente                                            | 3                                                        |
| 1990 | Boca Juniors                                             | 0:0                                                      | River Plate                                              | 3                                                        |
| 1991 | Boca Juniors                                             | 2:1                                                      | River Plate                                              | 3                                                        |
| 1992 | San Lorenzo                                              | 1:0                                                      | Boca Juniors                                             | 3                                                        |
| 1993 | Boca Juniors                                             | 1:0                                                      | Independiente                                            | 3                                                        |
| 1994 | San Lorenzo                                              | 1:1                                                      | River Plate                                              | 5                                                        |
| 1995 | River Plate                                              | 0:0                                                      | Independiente                                            | 3                                                        |
| 1996 | Independiente                                            | 3:1                                                      | Boca Juniors                                             | 3                                                        |
| 1997 | Independiente                                            | 3:1                                                      | Boca Juniors                                             | 2                                                        |
| 1998 | Racing Club                                              | 2:2 (8:7)                                                | Boca Juniors                                             | 3                                                        |
| 1999 | San Lorenzo                                              | 4:1                                                      | River Plate                                              | 3                                                        |
| 2000 | Boca Juniors                                             | 2:0                                                      | River Plate                                              | 4                                                        |
| 2001 | Se disputó el Torneo Pentagonal                          | Se disputó el Torneo Pentagonal                          | Se disputó el Torneo Pentagonal                          | Se disputó el Torneo Pentagonal                          |
| 2002 | No se disputó                                            | No se disputó                                            | No se disputó                                            | No se disputó                                            |
| 2003 | Se disputó el Torneo Pentagonal                          | Se disputó el Torneo Pentagonal                          | Se disputó el Torneo Pentagonal                          | Se disputó el Torneo Pentagonal                          |
| 2004 | Se disputó el Torneo Pentagonal                          | Se disputó el Torneo Pentagonal                          | Se disputó el Torneo Pentagonal                          | Se disputó el Torneo Pentagonal                          |
| 2005 | Se disputó el Torneo Pentagonal                          | Se disputó el Torneo Pentagonal                          | Se disputó el Torneo Pentagonal                          | Se disputó el Torneo Pentagonal                          |
| 2006 | Se disputó el Torneo Pentagonal                          | Se disputó el Torneo Pentagonal                          | Se disputó el Torneo Pentagonal                          | Se disputó el Torneo Pentagonal                          |
| 2007 | Se disputó el Torneo Pentagonal                          | Se disputó el Torneo Pentagonal                          | Se disputó el Torneo Pentagonal                          | Se disputó el Torneo Pentagonal                          |
| 2008 | Se disputó el Torneo Pentagonal                          | Se disputó el Torneo Pentagonal                          | Se disputó el Torneo Pentagonal                          | Se disputó el Torneo Pentagonal                          |
| 2009 | Se disputó el Torneo Pentagonal                          | Se disputó el Torneo Pentagonal                          | Se disputó el Torneo Pentagonal                          | Se disputó el Torneo Pentagonal                          |
| 2010 | Se disputaron los Triangulares de Mar del Plata y Salta  | Se disputaron los Triangulares de Mar del Plata y Salta  | Se disputaron los Triangulares de Mar del Plata y Salta  | Se disputaron los Triangulares de Mar del Plata y Salta  |
| 2011 | Boca Juniors                                             | 3:0                                                      | San Lorenzo                                              | 3                                                        |
| 2012 | Independiente                                            | 0:0                                                      | San Lorenzo                                              | 3                                                        |
| 2013 | Se disputó la Copa Centenario Liga Marplatense de Fútbol | Se disputó la Copa Centenario Liga Marplatense de Fútbol | Se disputó la Copa Centenario Liga Marplatense de Fútbol | Se disputó la Copa Centenario Liga Marplatense de Fútbol |
| 2014 | Estudiantes (LP)                                         | 1:1                                                      | River Plate                                              | 3                                                        |
| 2015 | River Plate                                              | 4:0                                                      | Independiente                                            | 3                                                        |
| 2016 | Estudiantes (LP)                                         | 2:0                                                      | Racing Club                                              | 3                                                        |
| 2017 | Boca Juniors                                             | 2:2                                                      | San Lorenzo                                              | 3                                                        |

## Palmarés
| Club                | Títulos |
| Boca Juniors        | 14      |
| River Plate         | 6       |
| Independiente       | 6       |
| San Lorenzo         | 4       |
| Racing Club         | 2       |
| Estudiantes (LP)    | 2       |
| Selección Argentina | 1       |